# Graham (Georgia)
Graham è una città degli Stati Uniti d'America, situata in Georgia, nella Contea di Appling.